# Clussais-la-Pommeraie

Clussais-la-Pommeraie este o comună în departamentul Deux-Sèvres, Franța. În 2009 avea o populație de 607 de locuitori.